# ویرچوال بروکرز
ویرچوال بروکرز (انگلیسی: Virtual Brokers) شرکت کارگزاری کانادایی است، که در سال ۲۰۰۹ تأسیس شد.